# Планета страха
«Плане́та стра́ха» (англ. Planet Terror) — американский эксплуатационный фильм про зомби Роберта Родригеса о противостоянии группы техасцев нашествию живых мертвецов. Изначально фильм был частью проекта «Грайндхаус» (вторую часть «Доказательство смерти» снял Квентин Тарантино), но после провала «Грайндхауса» в американском прокате «Планета страха» была перемонтирована для европейского проката в самостоятельную полнометражную картину. В российском прокате лента появилась 21 июня 2007 года (на две недели позже выхода на экраны «Доказательства смерти»).

## Сюжет
В сельском городе в Техасе, танцовщица гоу-гоу Черри Дарлинг решает бросить свою работу и найти другое применение для своих многочисленных «бесполезных» талантов. В этот же день она встречает своего бывшего друга Эль Рэя в «Bone Shack» (ресторан, принадлежащий Джей Ти Гаага).
В это время группа военных во главе с сумасшедшим лейтенантом Малдуном и учёным-маньяком по имени Эбби заключают сделку по доставке смертельного газа, известного как DC2. Но узнав, что Эбби решил оставить некоторое количество DC2 для себя, Малдун берет его в заложники. Учёный успевает прострелить баллоны, в результате чего газ попадает в атмосферу. Достигнув города, газ превращает его жителей в кровожадных психопатов-зомби.
Всех зараженных горожан доставляют в городскую больницу, где работают доктор Уильям Блок и его жена Дакота. Дакота хочет сбежать от своего мужа со своим сыном Тони, но доктор Блок узнает об их планах. Пытаясь убить жену, доктор Блок успевает лишь вколоть ей в руки замораживающую анестезию и запереть её в туалете.
Черри и Эль Рэй попадают в аварию и подвергаются нападению зомби, в результате чего Черри теряет ногу и её доставляют в больницу. Эль Рэя задерживает Шериф Хейг. Эль Рэю удается сбежать из участка и добраться до больницы, чтобы спасти Черри. Одновременно Дакота выпрыгивает из окна, добирается до автомобиля и едет домой за своим сыном. Тем временем доктор Блок превращается в зомби. Эль Рэй, Черри и полицейские находят убежище в Bone Shack.
Дакота спасает своего сына Тони и везет его к своему отцу, Эрлу Макгроу. Тони, получив от матери пистолет, случайно стреляет в себя. Впав в панику из-за смерти сына и приближающихся зомби, Дакота стучится в двери дома, и Эрл впускает её. Тем временем оставшиеся в живых, включая Черри, Эль Рэя и нескольких полицейских, скрываются в Bone Shack. Черри и Эль Рэй занимаются сексом в спальне JT. В этом месте киноплёнка загорается и зрителям демонстрируется следующая часть фильма.
В течение недостающей сцены Шериф Хейг был ранен в шею своим помощником, зомби окружили горящий Bone Shack. Кроме того, как становится понятно из диалога шерифа с Эль Рэем, последний раскрыл шерифу своё загадочное прошлое и кем он является на самом деле.
Дакота, Эрл и сумасшедшие няньки-близняшки, присматривавшие за Тони, достигают Bone Shack. Группа решает сбежать к мексиканской границе. Люди Малдуна захватывают выживших. Заложники узнают от Эбби, что военные украли партию газа, так как они заражены, и единственный способ сдерживать болезнь — это постоянная ингаляция DC2, который задерживает её эффекты. Они также узнают, что спасённые люди имеют иммунитет, и благодаря им можно найти лекарство от этой «болезни», поэтому Малдун изолировал оставшихся в живых.
В тюрьме Черри и Дакоту забирают два солдата, которые намереваются изнасиловать их. В это время остальные заключенные оглушают охранников. В результате JT получает огнестрельное ранение. Эль Рэй и Эбби находят Малдуна, который рассказывает им, что он убил Усаму бен Ладена, после чего он и его люди были заражены DC2. После убийства Малдуна, Эль Рэй и Эбби спасают Черри и Дакоту, в конечном счете заменяя деревянную ногу Черри на автомат.
Шериф Хейг и JT остаются на базе для того, чтобы взорвать её. Одновременно с этим погибает Эбби, остальные выжившие захватывают два вертолёта. В одном из них находился доктор Блок, который хотел убить Дакоту, но был застрелен Эрлом. В это время, спасая Черри от зомби, Эль Рэй погибает.
В эпилоге Черри ведет группу к побережью Мексики, где они начинают новую жизнь. В заключительный момент фильма показана Черри Дарлинг с дочерью Эль Рэя. Черри убивает очередного зомби из протеза-минигана.
В последних кадрах фильма мелькает ранее нечаянно убивший себя Тони, малолетний сын Дакоты и Уильяма Блока, играющий на пляже со своими животными: черепахой, пауком и скорпионом.

## В ролях
| Актёр             | Роль                 |
| ----------------- | -------------------- |
| Роуз Макгоуэн     | Черри Дарлинг        |
| Фредди Родригес   | Эль Рэй              |
| Джефф Фэйи        | Джей Ти              |
| Майкл Бин         | шериф Хейг           |
| Джош Бролин       | Доктор Уильям Блок   |
| Марли Шелтон      | Дакота Блок          |
| Навин Эндрюс      | Эбби                 |
| Том Савини        | помощник шерифа Толо |
| Брюс Уиллис       | лейтенант Малдун     |
| Квентин Тарантино | насильник            |
| Ферги             | Тэмми                |
| Майкл Паркс       | Эрл Макгроу          |

## Факты
- Рабочим названием картины было «Project Terror»[1].
- Имя персонажа Фредди Родригеса, Эль Рэй, — ссылка на город, куда направлялись главные герои фильма «От заката до рассвета» (1996 год)[1]. Но это не единственная версия: Эль Рэй в фильме пишется как L. Wray — то есть Link Wray — культовый рок-н-ролльщик, музыка которого звучит в фильмах Родригеса и Квентина Тарантино (например «Rumble»)[1].
- Перед тем, как героиня, сыгранная Ферги, выходит на пустынное шоссе, она выключает радио. А по радио звучали слова: «Памяти Джулии Джангл…» — Джулии, радиодиджею из «Доказательства смерти»[1]. Это показывает, что в хронологическом порядке сначала идёт фильм «Доказательство смерти», а затем «Планета страха». А каскадера Майка после убийства девушек в «Доказательстве смерти» привозят в больницу, фигурирующую и в «Планете страха».
- На 00:23:55 показывается блокнот Дакоты. Нижнее задание — Kill Bill, что является отсылкой к дилогии Квентина Тарантино «Убить Билла»[1].
- Фильм неоднократно отсылает к телефильму Родригеса — «Гонщики» (Roadracers) 1994 года с Дэвидом Аркеттом в главной роли, например блондин с саксофоном в полицейском участке — это Джонни Рено. Также к этому фильму отсылают и кабриолет и инициалы J.T.
- Персонаж Майкла Паркса, шериф Эрл Макгро, был впервые сыгран им ещё в вампирском боевике Родригеса «От заката до рассвета», поставленном по сценарию Квентина Тарантино. Затем шериф появлялся вместе с сыном Эдгаром в картине «Убить Билла. Фильм 1». Вместе с Эдгаром он появляется и в «Доказательстве смерти». В «Планете страха» он играет всё ту же роль, но оказывается ещё и отцом Дакоты, одной из главных героинь фильма[2].
- В мультсериале Симпсоны в первом эпизоде 20 сезона среди охотников за головами можно увидеть девушку с автоматом вместо ноги, которая явно отсылает к персонажу Роуз Макгоуэн.
- В компьютерной игре Broforce есть персонаж под именем Cherry Broling, являющийся пародией на главную героиню фильма Черри Дарлинг.

## Саундтрек
1. Grindhouse (Main Title)
2. Doc Block
3. The Sickos
4. You Belong To Me
5. Go Go Not Cry Cry
6. Hospital Epidemic
7. Useless Talent 32
8. His Prescription … Pain
9. Cherry Darling
10. The Grindhouse Blues
11. El Wray
12. Police Station Assault
13. Dakota
14. Zero To Fifty In Four
15. Fury Road
16. Helicopter Sicko Chopper
17. The Ring In The Jacket
18. Killer Legs
19. Melting Member
20. Too Drunk To Fuck
21. Cherrys Dance Of Death
22. Two Against The World